# Truébano
Truébano (Truébanu en leonés) es una localidad española perteneciente al municipio de San Emiliano, en la provincia de León, comunidad autónoma de Castilla y León. Se encuentra en la comarca de Babia. Está situado entre Puente Orugo y Villasecino y cuenta con 6 habitantes. Por él pasa el río Luna y un pequeño afluente suyo, conocido como río Pequeño.

## Fiestas tradicionales
Se celebran el día de San Juan Bautista, 24 de junio y el día de Nuestra Señora, el 15 de agosto.